# Dorine Hermans
Dorine Hermans (Maastricht, 1959) is een Nederlandse historica, journaliste en schrijfster. 

## Loopbaan
Hermans studeerde geschiedenis aan de Universiteit van Leiden.
Zij publiceert sinds 1986 voor Elsevier, de Volkskrant en NRC Handelsblad. 

## Trivia
- De televisieserie De Troon uit 2010 werd gebaseerd op Hermans' boek Voor de troon wordt men niet ongestraft geboren.[2]
- Hermans was onder de indruk van de heftige kritiek van de Rijksvoorlichtingsdienst na het uitkomen van het boek Wie ben ik dat ik dit mag doen. Die zou onder meer hebben gesproken over 'het verminken van de nagedachtenis van prins Claus'.[3] Hermans bleef vertrouwen in haar bron.

## Privé
- Hermans was getrouwd met advocaat Bénédicte Ficq. Ze hebben twee kinderen.